# دانيال ويليمز
دانيال ويليمز (بالفرنسية: Daniel Willems)‏ (ولد بتاريخ 16 أغسطس 1956 في بلجيكا - 2 سبتمبر 2016)، هو دراج بلجيكي سابق في صنف سباق الدراجات على الطريق. سبق أن شارك في دورة الألعاب الأولمبية الصيفية.

## سجل النتائج

### سباقات أو مراحل فاز بها
- طواف فرنسا
- طواف سويسرا

### المراكز
- حقق المركز الـ 7 في سباق طواف فرنسا 1982

## وصلات خارجية
- الموقع الرسمي

## روابط خارجية
- دانيال ويليمز على موقع أرشيف الدراجات (الإنجليزية)
- دانيال ويليمز على موقع إحصائيات الدراجات الإحترافية (الإنجليزية)
- دانيال ويليمز على موقع أوليمبيديا (الإنجليزية)